# Ministerio del Interior (Chile)
El Ministerio del Interior es el ministerio de Estado encargado de la coordinación política y administrativa del gobierno, así como del gobierno interior del país. Su labor se centra en la relación con las regiones y los gobiernos regionales, la descentralización, la supervisión de los delegados presidenciales y la gestión de emergencias y catástrofes dentro del marco de la administración del Estado.
Cuando el presidente de la República se encuentra en el exterior, la o el Ministro/tra del Interior asume el cargo de Vicepresidente/ta de la República, y el Subsecretario del Interior lo subroga en sus funciones ministeriales.
Entre 2011 y 2025 tuvo a su cargo las funciones de orden público y la seguridad pública interior de acuerdo a la Ley 20.502 de 2011, para cuyos efectos concentraba la decisión política en estas materias, y coordinaba, evaluaba y controlaba la ejecución de planes y programas que desarrollen los demás ministerios y servicios públicos en materia de prevención y control de la delincuencia, rehabilitación de infractores de ley y su reinserción social, en la forma que establecía la ley y dentro del marco de la Política Nacional de Seguridad Pública Interior; asimismo, le correspondía la gestión de los asuntos y procesos administrativos que las Fuerzas de Orden y Seguridad requirieran para el cumplimiento de sus funciones y que sean de su competencia. En abril de 2025 y de acuerdo a la Ley 21.730, dichas funciones fueron traspasadas al Ministerio de Seguridad Pública y el «Ministerio del Interior y Seguridad Pública» retornó a su antigua denominación utilizada entre 1871 y 2011, «Ministerio del Interior», únicamente.
El Ministerio del Interior está compuesto por dos Subsecretarías (de Interior y de Desarrollo Regional y Administrativo). Desde el 4 de marzo de 2025 el abogado Álvaro Elizalde ocupa el cargo de Ministro del Interior, desde el 1 de abril de 2025, Víctor Ramos Muñoz ocupa la titularidad de la Subsecretaría del Interior, mientras que desde el 16 de agosto de 2023, Francisca Perales ocupa la titularidad de la Subsecretaría de Desarrollo Regional y Administrativo, bajo el gobierno de Gabriel Boric.

## Historia

### Periodo indiano
Durante el Reino de Chile, la precursora de los ministerios fue la llamada Secretaría de la Gobernación, que, a su vez, tiene su antecedente en el oficio de secretario del gobernador. Este cargo, que era uno de confianza del propio Gobernador Real, se transformó en 1784 en una oficina, siguiendo la tónica de las reformas borbónicas de regular administrativamente los oficios de gobierno.

### SigloXIX
En agosto de 1811 se constituyó la la Autoridad Ejecutiva Provisoria de Chile, cuyo secretario fue Judas Tadeo de los Reyes, a quien se le encargó oficialmente las funciones ministeriales de secretario de Gobierno. Sus tareas principales estuvieron referidas a la mantención del orden y la seguridad interior del entonces Reino de Chile. Este hecho se considera el primer antecedente político-administrativo del Ministerio del Interior.
Con el proyecto constitucional promulgado por José Miguel Carrera el 26 de octubre de 1812 se estableció un sistema de división clásica de poderes del Estado. En su artículo 14, creaba dos secretarías, una encargada de los negocios domésticos y de la seguridad interior con el nombre de Secretaría de Gobierno, y otra encargada  de las relaciones exteriores del Reino, con el nombre de Secretaría de Relaciones Exteriores. Al día siguiente (27 de octubre) asumió formalmente el primer secretario de Interior, Agustín Vial Santelices.

XIV. Para el despacho de los negocios habrá dos Secretarios, el uno para los negocios del reino, y el otro para las correspondencias de fuera.
Reglamento Constitucional de Chile, 1812.

Al acercarse el fin de la llamada «Patria Vieja» los patriotas, en un intento de salvar el proceso, promulgan un nuevo Reglamento para el Gobierno Provisorio en 1814. Este centralizó el poder en un director supremo y creó, además, tres secretarías de Estado: Gobierno, Hacienda y Guerra. El desastre de Rancagua puso fin a todas las reformas patriotas, incluyendo a esta secretaría.
Al iniciarse la «Patria Nueva» y asumir el gobierno el director supremo Bernardo O'Higgins ordenó mediante decreto supremo la creación de los ministerios de Gobierno, de Hacienda y de Guerra. Al Ministerio de Gobierno se le atribuyeron funciones similares a las antiguas secretarias de Gobierno e Interior y fue la primera vez que se les dio el nombre de ministerio. Por otro lado, al publicarse la Constitución de 1818 se estableció, en su artículo n.º 10 del título IV, la creación de las carteras de Estado, de Gobierno, de Hacienda y de Guerra. Mientras tanto, con la promulgación de la Constitución de 1822 fueron establecidos tres ministerios de Estado: Gobierno y Relaciones Exteriores, Hacienda, y Guerra y Marina.

ART. 124. Habrá tres Ministros Secretarios de Estado para el despacho de los negocios, de Gobierno y Relaciones Exteriores, de Hacienda, de Guerra y Marina.
Constitución de Chile, 1822.

Un decreto del 10 de abril de 1823  reorganizó el Ministerio de Gobierno y Relaciones Exteriores, el artículo primero dividía al Ministerio en dos secciones. A la primera sección, la de Relaciones Exteriores, le correspondía auxiliar al director supremo en las relaciones con el resto del mundo. La de Interior tenía a su cargo el gobierno interior.
El 14 de agosto de 1824, al iniciarse el ensayo federal en la nación, la secretaría de Interior adquirió una nueva denominación: «Ministerio del Interior y de Relaciones Exteriores». Hasta ese entonces las funciones del Ministerio del Interior y Relaciones Exteriores eran amplias, entre las que se pueden destacar son las de: régimen interior y gobierno, seguridad pública, culto, educación y moralidad, relaciones internacionales, obras públicas y fomento económico.
Tras la batalla de Lircay que puso fin a la guerra civil de 1829 y 1830, se inició la «República Conservadora, de la que fue emblema el ministro Diego Portales (en ejercicio de la cartera de Interior en 1830 y 1837). A esta época, caracterizada por un espíritu autoritario y organizador, le sucedieron otras dos figuras destacadas en el Ministerio del Interior: Antonio Varas y Manuel Montt. La mitad del siglo encuentra a esta secretaría impulsando la colonización de actual Región de Los Lagos y más tarde defendiendo las prerrogativas de la iglesia católica en materias públicas, en la llamada "cuestión del Sacristán".
Con el desarrollo democrático del país, las funciones ministeriales se fueron separando en diversas carteras. Así en 1837 las funciones de culto, educación y moralidad son transferidas a la nueva cartera de Justicia, Culto e Instrucción Pública. Paralelamente, el entonces presidente Manuel Bulnes, el 27 de marzo de 1843 dictó el decreto que, creó —bajo dependencia del ministerio de Interior— la «Oficina de Estadística», la cual en 1927 se reformó como «Dirección General de Estadística», siendo transferida al recién creado Ministerio de Fomento.
El 2 de septiembre de 1871, producto del agobiante trabajo exterior, se promulgó una nueva ley que estableció un organismo exclusivo para asuntos internacionales del país, sustrayendo dichas labores; creándose el Ministerio de Relaciones Exteriores, obteniendo así la cartera el nombre simplemente de «Ministerio de Interior».
En el gobierno del presidente José Manuel Balmaceda fue promulgada la Ley de Ministerios de 1887 que creó el Ministerio de Industrias y Obras Públicas, separando las funciones de fomento y construcción de la cartera de Interior.

### SigloXX
En el primer gobierno del presidente Carlos Ibáñez del Campo fue promulgada la Ley Orgánica de Ministerios de 1927 (DFL 7.912), aún en vigor, y junto a la Ley n.º 18.700, Orgánica Constitucional de Votaciones Populares y Escrutinios, configuraron actualmente el abanico de funciones encomendadas al Ministerio del Interior.
A iniciativa del Ministerio del Interior, en 1949 se promulgó la ley que reconocía a todas las mujeres de Chile el derecho a voto.
Previo al golpe de Estado de 1973, la cartera fue ocupada por el general Carlos Prats, como una forma de hacer frente a la aguda crisis política que vivía en ese momento el gobierno. Prats, que a su vez ejercía como comandante en Jefe del Ejército,  fue nombrado como ministro del Interior en octubre de 1972, tras un paro nacional del gremio de camioneros que amenazaba con desestabilizar al gobierno.
Posteriormente, durante el establecimiento de la dictadura militar del general Augusto Pinochet, tanto el general Prats como el ministro que lo sucedió, Orlando Letelier, fueron asesinados por agentes del Estado chileno en Buenos Aires (Argentina) y Washington D. C. (Estados Unidos) respectivamente, mientras que militares ocupaban el cargo de ministro del Interior.
Paralelamente, durante el régimen de Pinochet, fue creada en marzo de 1974 la Oficina Nacional de Emergencia del Ministerio del Interior (Onemi), entidad sucesora de la Corporación de Reconstrucción y Auxilio, creada bajo el gobierno del presidente Pedro Aguirre Cerda en 1939.
Una vez restablecida la democracia en 1990, asumió como ministro del Interior el demócrata cristiano Enrique Krauss; siendo el primer civil que ocupó el cargo desde el 11 de septiembre de 1973. Krauss ocupó el cargo durante todo el gobierno del presidente Patricio Aylwin (1990-1994) y puso en marcha la «Comisión Nacional de Verdad y Reconciliación» que en marzo de 1991 dio a conocer el llamado Informe Rettig, sobre las violaciones a los derechos humanos durante la dictadura.

### SigloXXI

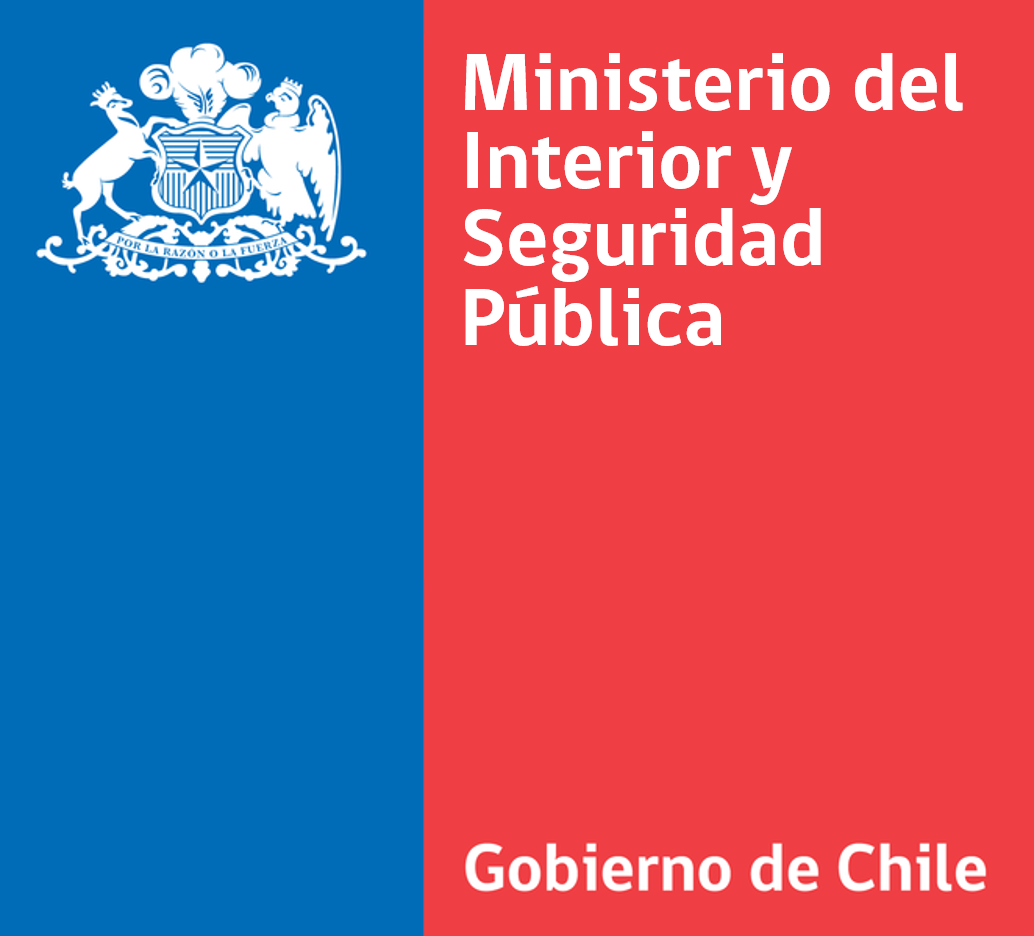
Logotipo del Ministerio del Interior y Seguridad Pública vigente desde 2011 hasta 2025.

El 21 de febrero de 2011, el Ministerio del Interior se volvió a renombrar nuevamente, esta vez como «Ministerio del Interior y Seguridad Pública», luego de que fuera publicada en el Diario Oficial la Ley N.º 20.502, que estableció la nueva institucionalidad del ministerio, y que había sido previamente promulgada por el entonces presidente de la República, Sebastián Piñera el 10 de febrero de 2011, y por la cual se reemplazó la División de Seguridad Pública (DSP), creándose la Subsecretaría de Prevención del Delito (SPD), dependiente del renombrado ministerio, que aseguró la dependencia de Carabineros de Chile y de la Policía de Investigaciones (PDI), conllevando de esa forma una profundidad en tareas referentes a la seguridad pública.
Tras la creación del nuevo organismo gubernamental, el ministro del Interior de la época, Rodrigo Hinzpeter, señaló:

"Amigos de Carabineros y PDI, junto con darles la bienvenida quiero manifestarles que para nosotros constituye un verdadero orgullo su llegada y estamos seguros que esto fortalecerá aún más los ya estrechos lazos que hemos forjado para combatir juntos la delincuencia, el narcotráfico y procurar siempre el orden público".

Asimismo, mediante dicha ley, se creó el Servicio Nacional para la Prevención y Rehabilitación del Consumo de Drogas y Alcohol (SENDA), como un servicio público descentralizado, dotado de personalidad jurídica y patrimonio propio. Su función fue reemplazar al entonces Consejo Nacional para el Control de Estupefacientes (CONACE), siendo su principal labor proponer políticas en materia de prevención del consumo de drogas, de ingesta abusiva de alcohol y de tratamiento, rehabilitación y reinserción social de las personas afectadas por dichas sustancias.
Paralelamente se crearon el Consejo Nacional de Seguridad Pública (Conasep). y los Consejos Regionales de Seguridad Pública. Ambas entidades constituyen órganos consultivos para el Ministerio y las delegaciones presidenciales en la elaboración e implementación de la «Política Nacional de Seguridad Pública». En dichos consejos participan representantes del ministerio de Justicia, del Poder Judicial, del Ministerio Público, de la Defensoría Penal Pública, de las Fuerzas de Orden y Seguridad y servicios públicos relacionados con la seguridad pública, así como la Asociación Chilena de Municipalidades (AChM).
El 3 de septiembre de 2021, el segundo gobierno del presidente Sebastián Piñera presentó un proyecto de ley que buscaba separar los asuntos vinculados al orden público del Ministerio del Interior y Seguridad Pública, lo que permitirá "alejar la figura del ministro jefe de gabinete de las contingencias propias de la seguridad pública, otorgándole en consecuencia mayor estabilidad política", el proyecto contemplaba la creación de una Subsecretaría de Seguridad Pública y que la Subsecretaría de Prevención del Delito pase a formar parte de este nuevo ministerio. Por lo que las Fuerzas de Orden y Seguridad Pública: Carabineros y la PDI, sumado de la ANI y la creación de la Agencia Nacional de Ciberseguridad, dependerán jerárquicamente de este futuro nuevo ministerio, en caso de ser aprobado el proyecto por parte del Congreso Nacional. El proyecto vuelve a ser anunciado durante la primera cuenta pública del Presidente Gabriel Boric el 1 de junio de 2022, pero esta vez bajo el nombre de Ministerio de Seguridad Pública, Protección Civil y Convivencia Ciudadana. Sin embargo, tras haberse aprobado en primer trámite constitucional en el Senado en junio de 2023, el proyecto de ley denomina a la nueva secretaría de Estado como el Ministerio de Seguridad Pública. El día 4 de diciembre de 2024 la cámara de diputados y diputadas aprobó el proyecto de ley que crea esta nueva cartera ministerial, la cual debería comenzar su funcionamiento entre abril y mayo de 2025. Finalmente el 27 de enero de 2025, se promulga el decreto ley N° 21.730 que crea esta nueva cartera ministerial, posteriormente se informa que el día 1 de abril de 2025 fue el inicio de las funciones de este nuevo ministerio, bajo el gobierno del presidente Gabriel Boric, por lo cual la cartera de interior retornó a su antiguo nombre de antaño conocida como «Ministerio del Interior», asimismo, la subsecretaría de Prevención del Delito y otros organismos dependientes en materia de orden público, junto con las fuerzas de orden y seguridad en Chile pasaron a depender jerárquicamente del nuevo Ministerio de Seguridad Pública.
El 1 de abril de 2025, con la creación del Ministerio de Seguridad Pública, las funciones relativas al mantenimiento de la seguridad, tranquilidad y orden públicos pasan a ser competencia exclusiva de esta nueva cartera, mientras que el Ministerio del Interior mantiene su rol en la administración política, territorial y electoral del país.

### Denominaciones históricas
En el transcurso de la historia de Chile republicano, esta cartera ha recibido diversas denominaciones:
- Secretaría de Gobierno (1812-1814)
- Ministerio de Gobierno (1817-1818)
- Ministerio de Gobierno y de Relaciones Exteriores (1818-1824)
- Ministerio del Interior y de Relaciones Exteriores (1824-1871)
- Ministerio del Interior (1871-2011)
- Ministerio del Interior y Seguridad Pública (2011-2025)
- Ministerio del Interior (2025-presente)

## Funciones

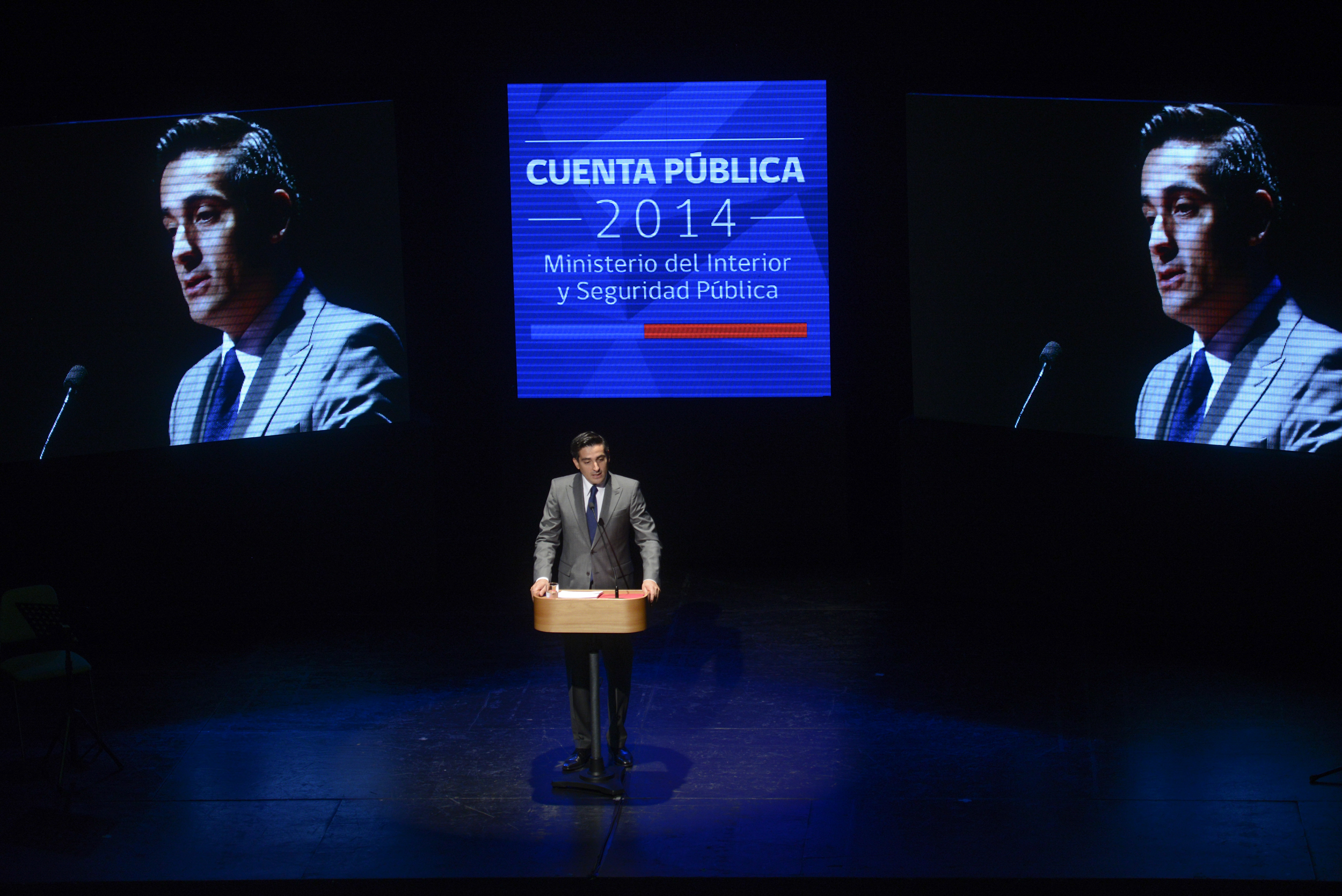
Cuenta pública del ministro del Interior y Seguridad Pública Rodrigo Peñailillo en 2015.

### Cuerpos legales
Las funciones del Ministerio del Interior están definidas principalmente en dos cuerpos legales:
1. Decreto con Fuerza de Ley N° 7.912 (1927), promulgado durante el gobierno de Carlos Ibáñez del Campo, que establece sus atribuciones en materias de administración política y territorial. Dentro de las responsabilidades destacadas en su artículo tercero, se incluyen:
  - Todo lo relativo al gobierno político y local del territorio.
  - Las relaciones con el Congreso Nacional que no correspondan a otros ministerios.
  - La geografía administrativa del país y la fijación de límites de las regiones, provincias y demás subdivisiones.
  - La ejecución de las leyes electorales.
  - La administración del Diario Oficial.
  - El otorgamiento de cartas de nacionalización.
  - La aplicación de la Ley de Residencia.
2. Ley N° 18.700 sobre Votaciones Populares y Escrutinios, que otorga al Ministerio del Interior la responsabilidad de entregar a la ciudadanía los resultados preliminares de las elecciones populares realizadas en el país.

### Nueva etapa
A partir del 1 de enero de 2025 debido al decreto Ley 21.730, el Ministerio del Interior inició sus nuevas funciones tras la creación del Ministerio de Seguridad Pública y el traslado de la Subsecretaría de Prevención del Delito a esa cartera, retomando de esta forma su rol histórico. Sus principales funciones son las siguientes:
- Regreso a labores tradicionales: colaborar con la Presidencia en la conducción del gobierno interior del Estado, proponer normas sobre división territorial o coordinar la prevención y respuesta ante conflictos sociales junto a otros ministerios, a través de la Subsecretaría del Interior.
- Coordinación política y gubernamental de todos los ministerios, de acuerdo a las directrices que fije el jefe de Estado.
- Hacer seguimiento programático de la gestión del Gobierno
- Apoyar a los comités interministeriales.
- Realizar análisis para la toma de decisiones políticas, a través de la incorporación nuevas unidades: La División de Coordinación Interministerial y la División de Estudios (provenientes de la SEGPRES).
- Promover la descentralización administrativa y fiscal, en coordinación con gobiernos regionales y locales, e incentivar el desarrollo territorial, con especial atención a zonas extremas y rezagadas, a través de la Subsecretaría de Desarrollo Regional y Administrativo (SUBDERE).
- Formular, implementar y supervisar políticas migratorias y protección de refugiados a través del Servicio Nacional de Migraciones y de la gestión de emergencias, a través del Servicio Nacional de Prevención y Respuesta ante Desastres (SENAPRED).
- Supervisión del trabajo que realiza la Agencia Nacional de Inteligencia (ANI), el Servicio Nacional para la Prevención y Rehabilitación del Consumo de Drogas y Alcohol (SENDA) y otros departamentos como el encargado del Diario Oficial, el de Relaciones Internacionales, y el de Acción Social, entre otros.
- Mantener la coordinación de los Delegados Presidenciales Regionales y Provinciales, quienes son los representantes del Presidente en esos niveles, liderando el gabinete de Secretarios Regionales Ministeriales y velando por una adecuada gestión de los servicios públicos locales.

## Organización
Esta cartera es presidida por el ministro del Interior, en la actualidad Álvaro Elizalde. Organizacionalmente, bajo él se encuentran las Subsecretarías.
Además dependen del Ministerio del Interior diversos servicios públicos, mientras que otros están simplemente relacionados.

### Subsecretarías[20]
- Subsecretaría del Interior: es la más antigua subsecretaría del ministerio y constituye el órgano de colaboración inmediata del ministro en todas aquellas materias relativas a la coordinación territorial del gobierno, aplicación de políticas de migración y extranjería, y las demás tareas que aquel le encomiende.
- Subsecretaría de Desarrollo Regional y Administrativo: fue creada durante la dictadura militar del general Augusto Pinochet, en 1984. Orienta su acción al cumplimiento de las funciones relativas al desarrollo regional y local.

### Organismos bajo dependencia del Ministerio del Interior
Se encuentran bajo la dependencia del ministro del Interior los siguientes organismos:
- Servicio Nacional de Prevención y Respuesta ante Desastres (SENAPRED)[Nota 3]
- Servicio Nacional para la Prevención y Rehabilitación del Consumo de Drogas y Alcohol (SENDA)
- Agencia Nacional de Inteligencia (ANI)
- Delegaciones presidenciales regionales[Nota 4]
- Delegaciones presidenciales provinciales[Nota 5]
- Diario Oficial de la República

Dependieron de esta secretaría dos comisiones especiales en materia de derechos humanos:
- La Comisión Nacional de Verdad y Reconciliación (conocida como Comisión Rettig); y
- La Comisión sobre Prisión Política y Tortura (conocida como Comisión Valech).

Durante el primer gobierno del presidente del presidente Arturo Alessandri Palma, el 29 de septiembre de 1924 fue promulgado el decreto ley n.º 4.503, que creó la «Dirección General del Trabajo», bajo dependencia del Ministerio del Interior, manteniéndose como tal hasta 1932, cuando fue transferida al Ministerio del Trabajo. Además, entre 1986 y 2015 estuvo bajo supervigilancia del Ministerio del Interior, el Servicio Electoral de Chile (Servel), cuando en ese último año se le otorgó autonomía constitucional. Así mismo, entre los años 2000 y 2010, dependió del ministerio la Comisión Bicentenario (CB), organismo encargado del diseño, programación y coordinación de las políticas, planes, programas, proyectos y actividades para la conmemoración del Bicentenario de Chile.

### Redes sociales
- Ministerio del Interior en X (antes Twitter)
- Ministerio del Interior y Seguridad Pública de Chile en Facebook
- Ministerio del Interior de Chile en Instagram
- Ministerio del Interior de Chile en Flickr

- Datos: Q4294320